# Sten Dalén

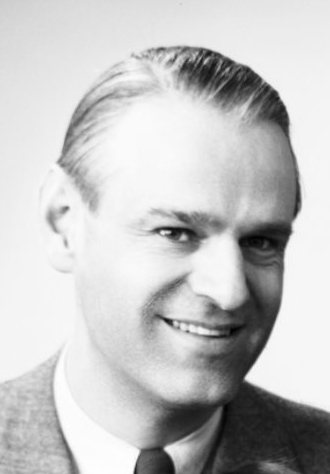
Sten Dalén

Sten Erik Dalén, född 12 maj 1905 i Östersund, död 17 januari 1992 i Stockholm, var en svensk arkitekt. 
Dalén utexaminerades från Kungliga Tekniska högskolan 1928 och från Kungliga Konsthögskolan 1932. Han praktiserade därefter hos Ivar Tengbom 1929–1930 och hos Carl-Otto Hallström 1930–1935. År 1936 blev assistent hos länsarkitekt Sven Häggbom i Gävleborgs län, men startade redan året därpå egen arkitektverksamhet och blev 1943 stadsarkitekt i Sandvikens stad och byggnadskonsulent i Hofors landskommun och Storviks köping; senare även i Ockelbo och Valbo landskommuner. Från 1961 drev han egen arkitektverksamhet i Stockholm.
Dalén ritade bland annat Blomsterfondens byggnad vid Vallbacksgatan och bostadshus vid Södra Skeppargatan i Gävle, Hotell Centrum i Furuvik, bostadshus vid Östra Villagatan 69 i Sandviken, affärshus, fabriker, villor och kommunala byggnader i såväl Sandviken som Hofors och Storvik, bland annat AB Perforerad Plåts fabrik i Storvik, prästgård och gravkapell på Väddö, kommunalt bostadshus i Hofors och Hofors kommunala mellanskola. Dalén är begravd på Lovö kyrkogård.